# Liste der Gestalten der griechischen Mythologie/Z
Die Liste der Gestalten der griechischen Mythologie enthält Gestalten der griechischen Mythologie.
Aufgenommen werden alle durch literarische oder inschriftliche Zeugnisse namentlich bekannten Gestalten. Dazu zählen etwa Götter, Halbgötter, Mischwesen oder Ungeheuer, wie auch im Mythos erscheinende menschliche Figuren oder Tiere. Ebenfalls aufgenommen werden Beinamen, alternative Namen und Gruppennamen.

## Legende
- Name: Deutsche Umschrift des Namens ohne Akzente oder Längenzeichen. Namen, deren traditionellen Umschriften mit Umlaut gebildet werden oder mit einem U beginnen, werden hier ohne Umlaut und mit der Umschrift Ou aufgeführt. So ist z. B. Ödipus unter Oidipus oder Uranos unter Ouranos zu finden.
- griechisch: Altgriechische Schreibung des Namens.
- Beschreibung: Enthält eine knappe Beschreibung der Gestalt, in der sie soweit möglich eingeordnet wird (Gott, Nymphe, Satyr, Sohn oder Tochter von…).
- Nachweise: Die ausführlichen Nachweise stehen im jeweiligen Artikel und nicht in dieser Liste.

Siehe auch die allgemeinen Hinweise zur Liste der Gestalten der griechischen Mythologie.

## Liste
| Name       | griechisch | Beschreibung                                                                         | Nachweise                                                 |
| ---------- | ---------- | ------------------------------------------------------------------------------------ | --------------------------------------------------------- |
| Zaglaton   | Ζαγλατόν   | Name, bei dem Aphrodite beschworen wird                                              | Roscher 6,532.                                            |
| Zagreus    | Ζαγρεύς    | Sohn von Zeus und Persephone, in einer Höhle versteckt, von Titanen verschlungen     | Roscher 6,532-538. Nonnos: Dionysiaka 5,65.               |
| Zaguel     | Ζαγουήλ    | mystischer Name des Helios in einem Zauberrezept                                     | Roscher 6,538.                                            |
| Zakynthos  | Ζάκυνθος   | Sohn des Dardanos, Eponym von Zakynthos                                              | Roscher 6,539. Pausanias 8,24,2.                          |
| Zarachtho  | Ζαραχθώ    | Beiname des Helios, gleichgesetzt mit dem Vater Aionos                               | Roscher 6,540.                                            |
| Zechithoel | Ζηχιθοήλ   | Name, mit dem Selene beschworen wird                                                 | Roscher 6,562.                                            |
| Zelos      | Ζῆλος      | Gott des „eifrigen“ Strebens, Sohn von Pallas und Styx, Bruder von Kratos, Bia, Nike | Roscher 6,562. Hesiod: Theogonie 383.                     |
| Zelys      | Ζέλυς      | ein von Peleus während der Argonautenfahrt getöteter Kyzikener                       | Roscher 6,562. Apollonios von Rhodos: Argonautika 1,1042. |
| Zephar     | Ζηφάρ      | böser Dämon                                                                          | Roscher 6,563.                                            |
| Zephyr     | Ζέφυρος    | der Westwind, ein Anemoi, „der vom Berge Kommende“, Sohn von Astraios und Eos        | Hesiod: Theogonie 378.                                    |
| Zetes      | Ζήτης      | Sohn von Boreas und Oreithyia, mit Flügeln ein Argonaut, Bruder des Kalaïs           |                                                           |
| Zethos     | Ζήθος      | König von Theben, Sohn der Antiope, Bruder des Amphion, Vater von Itylos, Nëis       |                                                           |
| Zeus       | Ζεύς       | höchster olympischer Gott, mit Blitz und Donner, Sohn von Kronos und Rhea            | Roscher 6,564-759. Hesiod: Theogonie 453.                 |
| Zeuxidamos | Ζευξίδαμος | König von Sparta, ein Eurypontide, Sohn des Archidamos, Vater des Anaxidamos         | Herodot: Historien 8,131.                                 |
| Zeuxippe   | Ζευξίππη   | eine Najade, Gattin des Pandion, Mutter von Prokne und Philomela                     | Roscher 6,759 (1). Bibliotheke des Apollodor 3,192.       |
| Zeuxippe   | Ζευξίππη   | Tochter des Königs Lamedon, mit Sikyon Mutter der Chthonophyle                       | Roscher 6,759 (2). Pausanias 2,6,5.                       |
| Zeuxippe   | Ζευξίππη   | Mutter des Königs Priamos von Troja                                                  | Roscher 6,759 (3). Scholion, Ilias 3,250.                 |
| Zeuxippe   | Ζευξίππη   | Tochter des Hippokoon, mit Antiphates Mutter des Oikles                              | Roscher 6,759 (4). Diodor 4,68,5.                         |
| Zeuxippe   | Ζευξίππη   | Mutter der Sklavin des Menelaos                                                      | Roscher 6,759 (5). Scholion, Odyssee 4,12.                |
| Zeuxippos  | Ζεύξιππος  | König von Sikyon, Sohn des Apollon und der Nymphe Hyllis                             | Roscher 6,759 (1). Pausanias 2,6,7.                       |
| Zeuxippos  | Ζεύξιππος  | Sohn des Königs Eumelos aus Pherai, Vater des Harmenios                              | Roscher 6,759 (2). Hellanikos: Fragment 125.              |
| Zeuxo      | Ζευξώ      | Okeanide, Tochter von Okeanos und Tethys                                             | Hesiod: Theogonie 346.                                    |
| Zminis     | Ζμῖνις     | Magier aus Tentyra, Verfasser eines Zauberrezeptes                                   | Roscher 6,762.                                            |
| Zmyrna     | Ζμύρνα     | zur Göttin personifiziertes Gewürz, Myrrhe, angerufen im Liebeszauber                | Roscher 6,762. Gruppe: Griechische Mythologie 788.        |
| Zoganes    | ζωγάνης    | Narrenkönig beim mehrtägigen babylonischen Sakäenfest                                | Roscher 6,762.                                            |
| Zygia      | Ζύγια      | Beiname der Hera, als Schutzherrin der Hochzeitsnacht                                |                                                           |
| Zygios     | Ζύγιος     | Beiname des Zeus, als Gott und Schützer der Hochzeitsnacht                           |                                                           |
| Zyrratel   | Ζυρρατήλ   | Engel auf einer Gemme                                                                | Roscher 6,848.                                            |